# اتحادیه ماگولا
اتحادیه ماگولا (به لاتین: Magtula Union) یک منطقهٔ مسکونی در بنگلادش است که در Ishwarganj Upazila واقع شده‌است.
 اتحادیه ماگولا  ۳۰,۹۲۲ نفر جمعیت دارد.